# Tomoyasu Sagara

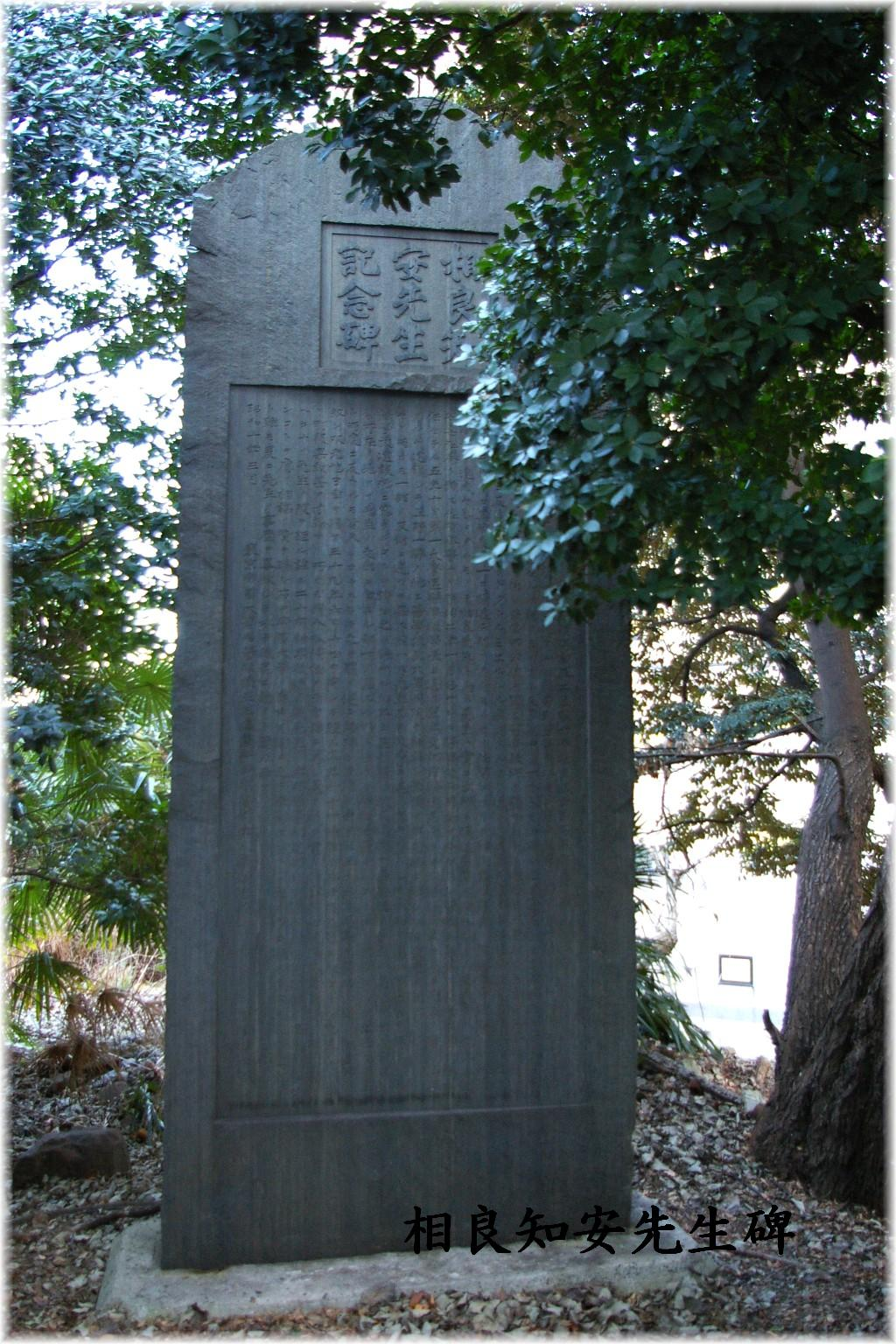
Pomnik upamiętniający Sagarę na Uniwersytecie Tokijskim

Tomoyasu Sagara (jap. 相良 知安 Sagara Tomoyasu; ur. 1836, zm. 1906) – japoński lekarz praktykujący medycynę Zachodu w prefekturze Saga, w okresie Meiji (1868–1912). 